# Morfem zerowy
Morfem zerowy (także: zero morfologiczne) – morfem, któremu odpowiada pusty ciąg fonemów, wyrażający stosunki między morfemami pełnymi. Oznacza się go symbolem ∅.
Morfem zerowy można wykryć, gdyż wchodzi on w opozycję z innymi morfemami fleksyjnych występującymi w różnych formach jednego leksemu, np. kot-∅ i kot-a.